# S/2003 (69230) 1
S/2003 (69230) 1 est un satellite naturel en orbite autour de (69230) Hermès, astéroïde Apollon, aréocroiseur et cythérocroiseur. Il a été découvert lors d'observations radar effectuées du 18 au 20 octobre 2003. Sa taille est d'environ 400 mètres, comparable à celle de son primaire (1,08 kilomètre), et la lune orbite à environ 1 kilomètre d'Hermès.

## Référence
1. ↑  (en) « Asteroids with Satellites Database--Johnston's Archive (69230) Hermès », sur johnstonsarchive.net